# Sobretaula
La sobretaula és el temps que hom passa xerrant a taula després de menjar. És un costum de l'edat antiga que actualment encara tenen molts pobles a la Mediterrània i altres indrets del món. A l'època del grecs i dels romans, a la sobretaula es bevia vi, però ara és més habitual de beure cafè o te, o de vegades alguna beguda alcohòlica aromàtica (com ho era el vi, a l'època de grecs i romans) com per exemple un moscatell.
En els àpats festius les sobretaules poden durar hores, i se sol portar algunes coses per picar, com galetes o fruits secs. Al Nadal es mengen torrons i neules; i per la castanyada es mengen castanyes al forn i panellets.
Als països on no es fan sobretaules, hom s'aixeca de la taula tan bon punt s'acaba de menjar, o de vegades abans de les postres, i es desplaça ràpidament al sofà o a una altra sala, encara que hi hagi convidats o es tracti d'un àpat festiu important.